# Exorista nova
Exorista nova là một loài ruồi trong họ Tachinidae.